# Ermida da Nossa Senhora da Esperança
A Ermida de Nª Srª da Esperança é um edifício "notável" da cidade de Faro. Foi mandada erigir no início do século XVI por João Amado (Cavaleiro e Criado do Bispo do Algarve D. João Camelo Madureira), para receber os seus restos mortais, assim como os da sua família.
Outrora situada nos arrabaldes da cidade, foi integrada dentro da Cerca Seiscentista de que existem vestígios nas suas proximidades (construída durante a Guerra da Restauração), situando-se hoje à frente do Cemitério Municipal de Faro. Deixada ao abandono durante as últimas décadas, foi recentemente remodelada e restaurada pelo Município de Faro. Está cedida ao serviço da Igreja Ortodoxa Russa do Patriarcado de Moscovo.

## Fonte
Lameira, Francisco I. C. Faro Edificações Notáveis. Edição da Câmara Municipal de Faro, 1995.

## Ligação Exterior
- «Radix Ministério da Cultura»